# Nisoniades
Nisoniades este un gen de fluturi din familia Hesperiidae. 

## Specii
- Nisoniades bessus